# Aciphylla traversii
Aciphylla traversii (Engels: Chatham Island speargrass) is een soort uit de schermbloemenfamilie (Apiaceae). Het is een stevige vaste plant die een groeihoogte kan bereiken tot 1 meter. Bij beschadiging scheidt de plant een geel harsachtig vocht uit. De plant heeft talrijke bladeren die donkergroen tot bruingroen van kleur zijn, met bleke, witte of gele randen. De bloeiwijze is een open pluim met crèmewitte mannelijke bloemen en groenachtige of lichtgele vrouwelijke bloemen. Na de bloei verschijnen goudgele zaadjes die bruin kleuren wanneer ze rijp zijn.
De soort is endemisch op de Chathameilanden, een eilandengroep gelegen in de zuidelijke Grote Oceaan ten oosten van Nieuw-Zeeland. Daar wordt de soort aangetroffen op Chatham Island en Pitt Island. Hij groeit in veenmoerassen, in open plekken op zandige en venige bodems en aan de randen van veenmeertjes.